# 西圣特雷扎
西圣特雷扎是巴西巴拉那州的一个市镇。总面积326.917平方公里，总人口9462人，人口密度28.9人/平方公里。